# Dalserf
Dalserf ist ein Weiler im Norden der schottischen Council Area South Lanarkshire beziehungsweise in der traditionellen Grafschaft Lanarkshire. Er liegt rund drei Kilometer östlich von Larkhall elf Kilometer südöstlich von Hamilton am linken Clyde-Ufer.

## Geschichte
Auf dem Friedhof der Dalserf Parish Church findet sich ein normannischer Hogback aus dem 11. Jahrhundert. Dies legt nahe, dass es sich spätestens seit dieser Zeit um einen christlichen Standort handelte. Möglicherweise handelte es sich hierbei um eine Serf oder Machan geweihte Kapelle. Die ältesten Teile der heutigen Dalserf Parish Church stammen jedoch aus dem Jahre 1655.
In den 1790er Jahren ließ Thomas Carmichael, 5. Earl of Hyndford am gegenüberliegenden Clyde-Ufer das Herrenhaus Mauldslie Castle erbauen. Eine Brücke mit vorgelagerter Lodge überspannt den Clyde nach Dalserf. Das von Robert Adam entworfene Gebäude wurde 1935 abgebrochen.
In der Vergangenheit wurden in der Umgebung von Dalserf Eisenerz, Kohle und Sandstein abgebaut.
Im gesamten Parish, dessen Hauptort Dalserf war, wurden im Jahre 1881 noch 9376 Einwohner gezählt. Im Zuge der Zensuserhebung 1961 wurden in der Ortschaft noch 102 Personen gezählt.

## Verkehr
Die A72 (Galashiels–Hamilton) bildet die Hauptverkehrsstraße Dalserfs und schließt die Ortschaft direkt an das Fernstraßennetz an. Die A71 (Edinburgh–Irvine) sowie die Autobahn M74 sind innerhalb weniger Kilometer erreichbar.
Im Jahre 1866 wurde in Dalserf ein Bahnhof entlang einer Stichbahn der Caledonian Railway eröffnet. Im Januar 1941 wurde der Bahnhof zunächst geschlossen, um dann im Mai 1945 wiedereröffnet zu werden. Am 1. Oktober 1951 wurde er schließlich endgültig aufgelassen.